# Banater Rosmarein
Banater Rosmarein (română rozmarinul bănățean) este un ansamblu folcloric german înființat în 1992 la Timișoara. Numele ansamblului este strâns legat de planta de rozmarin care joacă un rol important în viața comunităților de șvabi bănățeni. Ansamblul are scopul de a păstra și de a transmite mai departe valorile culturale, tradiționale, ale germanilor din Banat.  

## Repertoriu
În repertoriul ansamblului se găsesc dansuri populare, cântece și jocuri dansate ale germanilor din Banat dar și din zona Satu Mare (șvabi sătmăreni) și Bucovina. 
- Banat: Fingerlitanz, Hans so, Hosendrücker, Schmied, Schusterpolka, Polstertanz, Besentanz, Rediwa, Brauttanz, etc.
- zona Satu Mare: Hopapiedl, Amerikaner, Ratzentanz, etc.
- Bucovina: Kreuz-Vierer, Plätschertanz, Einfache Masur-Polka, Müllertanz, etc.

Ansamblul are și o formație de copii numită Hänschenklein care pune în scenă dansuri și jocuri specifice copiilor din comunitățile germane prezente în România: Goldne, goldne Brücke, Gretel, Pastetel, Ringa, Reia, Schwarze Köchin, Zipfelmütze, etc